# Братські школи
Братські школи — навчальні заклади в Україні у XVI—XVIII століттях, які організовувалися при братствах — громадських організаціях православних міщан з метою зміцнювати православ'я і чинити опір денаціоналізаційним впливам латинських (єзуїтських) і протестантських шкіл. 

## Загальна характеристика
Першу школу заснувало Успенське братство у Львові 1586 р.. За її зразком постало чимало Б. Ш. у різних містах України: в Перемишлі (1592 р.), Галичі, Городку, Рогатині, Стрию, Миколаєві, Комарному, Ярославі, Холмі, Красноставі, Замості (1606 р.), Любліні, Більському, Бересті, Володаві, Пінську, Києві (1615 р.), Стрятині, Вінниці, Немирові, Кам'янці-Подільському, Меджибожі, Луцьку (1620 р.), Володимирі, Дубно, Крем'янці, а також в Білорусі. В І-й пол. 17 ст. створені були Б. Ш. й у деяких селах. Найважливішими серед Б. Ш. були Львівська і Київська. Спочатку Б. Ш. мали характер греко-слов'янських із слов'янською мовою викладання, друге місце займала грецька мова (Б. Ш. називали також грецькими). Вивчалася також тодішня руська (українська) мова. Пізніше Б. Ш. наблизилися організацією і навчанням до єзуїтських шкіл (з латинською головною мовою), зокрема школи, які мали зразком Києво-Могилянську колегію. Програмою навчання більшість Б. Ш. відповідала тодішнім середнім школам: класичні мови, діалектика, риторика, поетика, арифметика, геометрія, астрономія, музика (церковні співи). В деяких Б. Ш. викладали православне богослів'я і знайомили (з полемічною метою) з католицьким богослів'ям. Б. Ш. були доступні для різних прошарків суспільності. Учнів вирізняли (передні місця в класах) не за походженням, а за успіхами (на відміну від єзуїтських шкіл). В школах була сувора дисципліна (включно до тілесних кар). Сироти й учні з незаможних родин жили в бурсах. До викладачів ставилися вимоги зразкової поведінки й доброї педагогічної підготовки. Б. Ш. багато зробили для поширення релігійної та національної свідомості і розвитку української культури, зокрема друкуванням підручників, особливо для вивчення мов.
Навчання грамоти ділилося на три етапи: вивчення азбуки, робота з часословом і псалтирем. Кожен завершувався принесенням учнями в школу для вчителя горшків каші. В цей день занять у школі не було, діти повторювали лише «зади», тобто вивчене в минулому. Учитель і школярі приступали до спільної трапези. Оскільки учні в різний час завершували вивчення азбуки, часослова, псалтиря, такі обіди траплялися не так уже й рідко. Закінчивши їжу, учні виносили горня на подвір'я і розбивали його. Етнограф та історик М.Сумцов, котрий досліджував виникнення цього звичаю, писав, що він є відгуком далеких часів, коли східні слов'яни приносили кашу богам землеробства. Горшками після жертвоприношення не користувалися, бо вважали смертних людей недостойними брати до вжитку священний посуд.
У Львівській братській школі працювали такі видатні вчені, як Лаврентій та Стефан Зизанії, І.Борецький та інші. Значну підтримку надавав школі гетьман П. Сагайдачний. Київську братську школу створили 1615 року за зразком статуту Львівської. У школі викладали видатні вчені XVII століття Йов Борецький, Мелетій Смотрицький, Касіян Сакович, Захарія Копистенський. Восени 1631 року виникла Лаврська школа, заснована П. Могилою. Тут на вищому рівні вивчали граматику, риторику, діалектику, геометрію, музику, астрономію, історію. У 1632 р. внаслідок об'єднання з Київською школою утворилася Києво-Могилянська колегія (пізніше — академія).
Під впливом братств виникають також парафіяльні школи при церквах і монастирях. Все це сприяло поширенню освіти серед широких верств населення. Іноземний хроніст Павло Алеппський писав у зв'язку з цим: «У країні козаків усі діти вміють читати, навіть сироти». Чеський педагог Ян Амос Коменський чимало використав з практики Б. Ш. для своєї «Великої дидактики». В несприятливих політичних умовах Б. Ш. в кінці XVII та у XVIII столітті занепали.

## Братські школи в Україні
Притаманні риси:
- демократичність. У школі мали право навчатися діти різних станів населення, статут школи зобов'язував учителя ставитись до всіх учнів однаково. Для сиріт та дітей з інших міст братства відкривали гуртожитки (бурси);
- введення елементів класно-урочної системи навчання. В елементарних братських школах учнів поділяли на три групи залежно від набутих знань, умінь, навичок, а з XVII ст. у братських школах підвищеного типу встановилася класна система занять. Навчальний рік розпочинався з 1 вересня, було введено канікули, екзамени тощо;
- налагоджений тісний зв'язок з батьками чи родичами учнів. Між батьками і школою укладалася письмова угода, де обумовлювались обов'язки сторін з виховання і навчання дітей;
- чітка організація навчання: заборонялись пропуски занять, запізнення, існувала налагоджена система чергових;
- ґрунтовність освіти, яка не поступалася західноєвропейській.

### Діячі
Високий рівень освіти забезпечували вчителі, які згодом стали відомими не лише в Україні, а й за її межами. Це — Іов Борецький, Стефан і Лаврентій Зизанії, Кирило Ставровецький Транквіліон, Мелетій Смотрицький, Памво Беринда, Єлисей Плетенецький, Тарасій Земка, Ісайя Трофимович-Козловський, Захарія Копистенський, Софроній Почаський та ін. Всі вони працювали якийсь час вчителями братських шкіл.

### Рівень освіти
Традиційно високий рівень освіти усіх верств українського суспільства зазначав сирійський мандрівник Павло Алепський, який у 1652 р. їхав Україною до Москви: «Мало не всі українці та більша частина їхніх жінок і дочок уміють читати, добре знають порядок церковної служби; священики вчать сиріт, не дають їм вештатися без діла по вулицях. Черниці Вознесенського монастиря усі були не тільки письменні, а навіть високовчені й самі писали багато наукових та інших творів. Серед ченців є люди вчені, знавці права, або юристи, філософи і красномовці. У Лаврі є славетний печатний дім, що обслуговує весь край той. З його виходять церковні книжки, прегарно надруковані; на великих паперах малюнки значних місцевостей і країн, наукові розсліди та інше».
Хоча братські школи давали підвищену освіту, вони були середніми навчальними закладами. Братчики вели боротьбу проти вищого католицького духівництва, організовували школи, будували госпіталі та православні церкви, відкривали друкарні, де видавалися українські книги і підручники, піклувалися життям братчиків тощо. В основу своєї діяльності вони поклали ідеологію просвітительства, а головним засобом своєї боротьби обрали школи.